# Чуду
Чуду́ — блюдо народов Дагестана, входит в даргинскую и другие национальные кухни. Представляет собой тонкие, либо толстые лепёшки с начинкой, обжаренные на сухой сковороде. По форме чуду бывают как круглые, так и полукруглые. Тесто может быть как пресное или дрожжевое, так и замешанное на кисломолочном продукте. Вариантов начинки существует множество — это и мясо (любое), и зелень (укроп, дикий лук, крапива, лебеда, конский щавель), и овощи (картофель, тыква), и творог. Готовые чуду обычно смазывают маслом и складывают друг на друга, образуя стопку. Потом накрывают чем-нибудь, чтобы чуду отпарились и размягчились. Употребляют горячими.

## Этимология
Происхождение слова чуда́, которое распространено во многих северо-кавказских языках, связывается с даргинскими языками. Название чуда́ распространено во многих даргинских диалектах как название пирога, встречается в аварском — чуду, — лакском — чутту (также буркив) — и чеченском — чутта.
Чуду — слово даргинского происхождения, со значением «пирог», которое восходит к др.-дарг. чуттви *[čut:ʷi], которое в свою очередь восходит к пр.-сев.-кавк. чвати *[č_wăṭi].